# Séverski
Séverski (del ruso: Северский) es un jútor del raión de Ust-Labinsk del krai de Krasnodar de Rusia. Está situado en la orilla derecha del río Zelenchuk Vtorói, afluente del río Kubán, 19 km al este de Ust-Labinsk y 77 km al nordeste de Krasnodar, la capital del krai. Tenía 24 habitantes en 2010.
Pertenece al municipio Brátskoye.